# Paul Dessau
Paul Dessau (Amburgo, 19 dicembre 1894 – Königs Wusterhausen, 28 giugno 1979) è stato un direttore d'orchestra tedesco.
In seguito all'avvento del nazismo si rifugiò negli USA, ove rimase fino al 1948. Tornato nella RDT, ne ebbe il rinomato Premio Nazionale.
Fu autore di lieder, composizioni varie e di un melodramma, La condanna di Lucullo.

## Filmografia
- Das Land des Lächelns, regia di Max Reichmann (1930)
- Le Roman de Werther, regia di Max Ophüls (1938)

### Televisione
- Herr Puntila und sein Knecht Matti, regia di Peter Palitzsch e Manfred Wekwerth - film tv (1957)